# Drac (démon)
Pour les articles homonymes, voir Drac (homonymie).

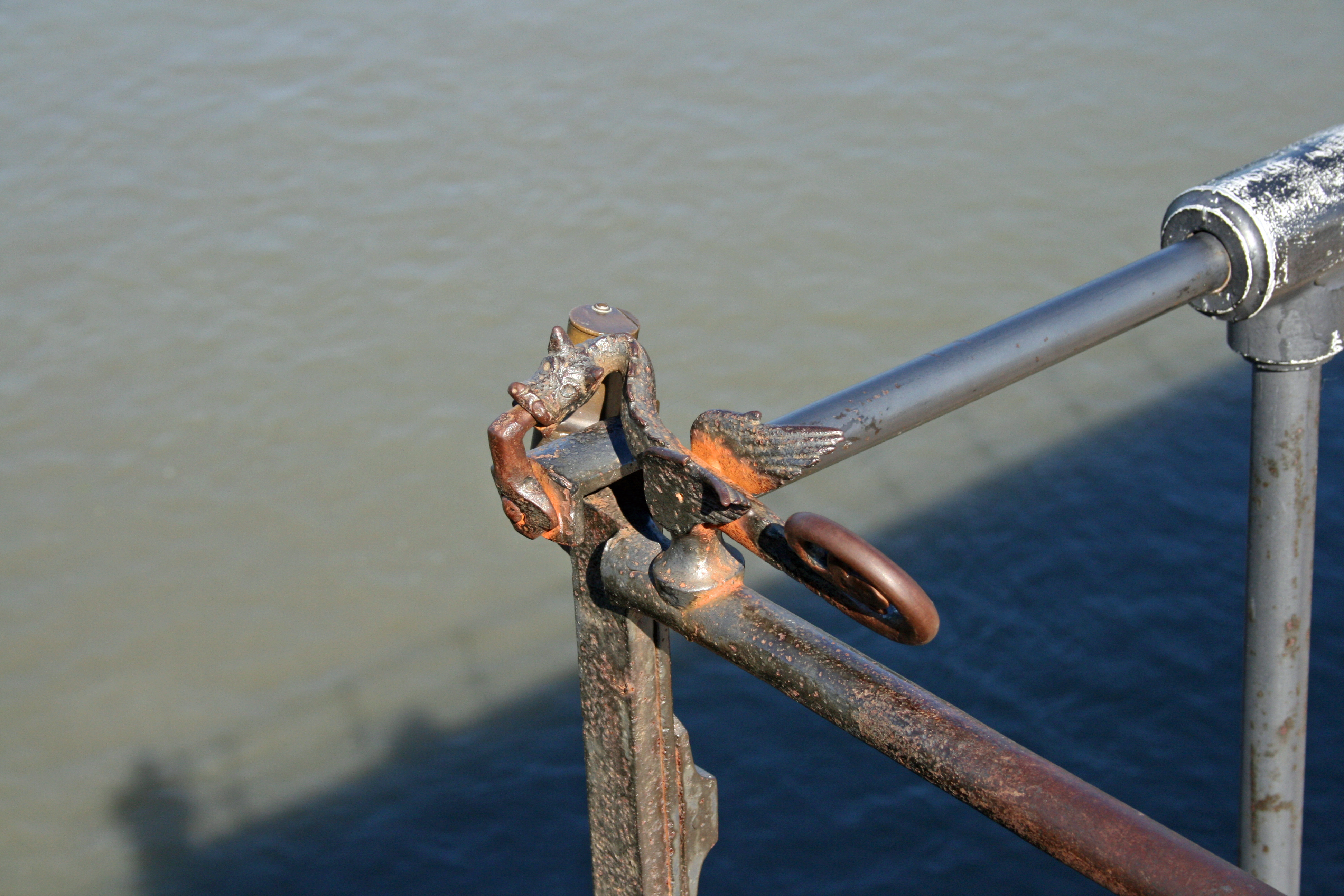
Le Drac du pont Saint-Bénézet à Avignon.

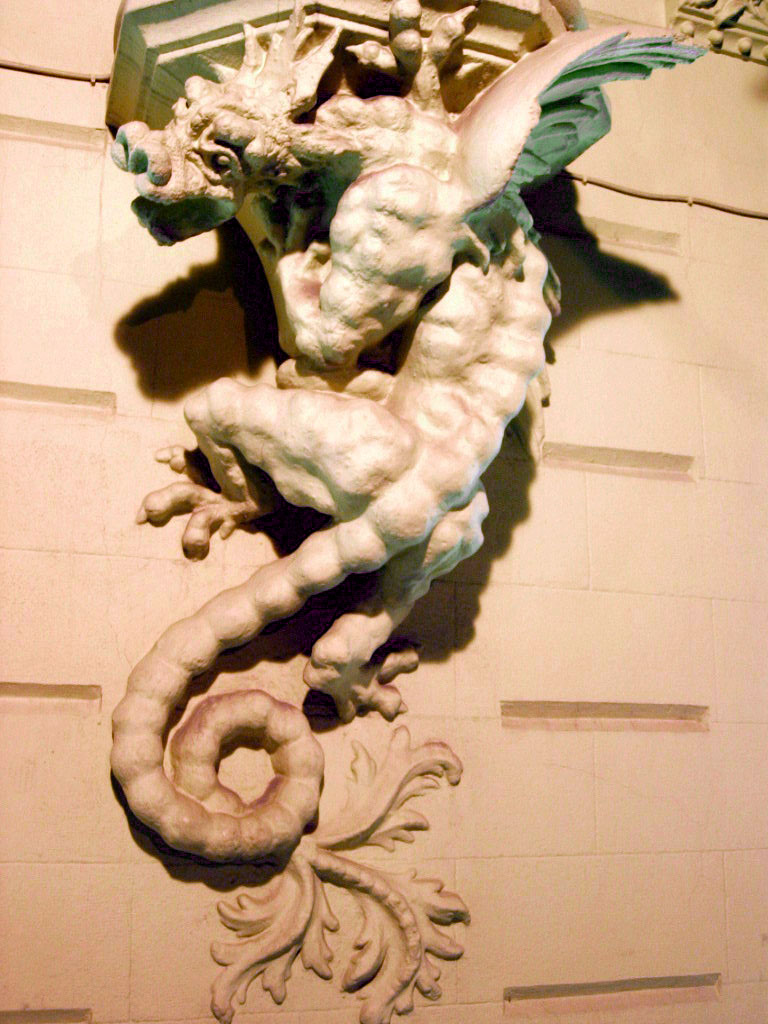
Le Drac ailé sur la façade d’une maison de la rue Sorni à Valence (Espagne).

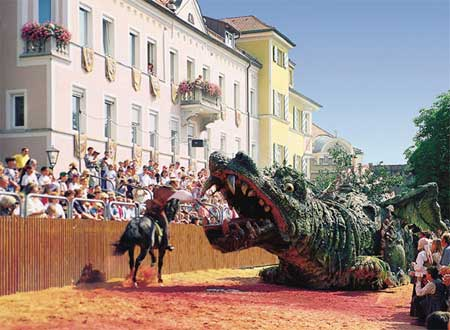
Le Drachenstich de Furth im Wald, en Bavière.

Drac désigne, principalement en Occitanie et en Catalogne, un grand nombre de créatures imaginaires de formes variables, dont la plupart sont considérées comme des dragons représentant le diable, liés à l'eau et à ses dangers.

## Étymologie

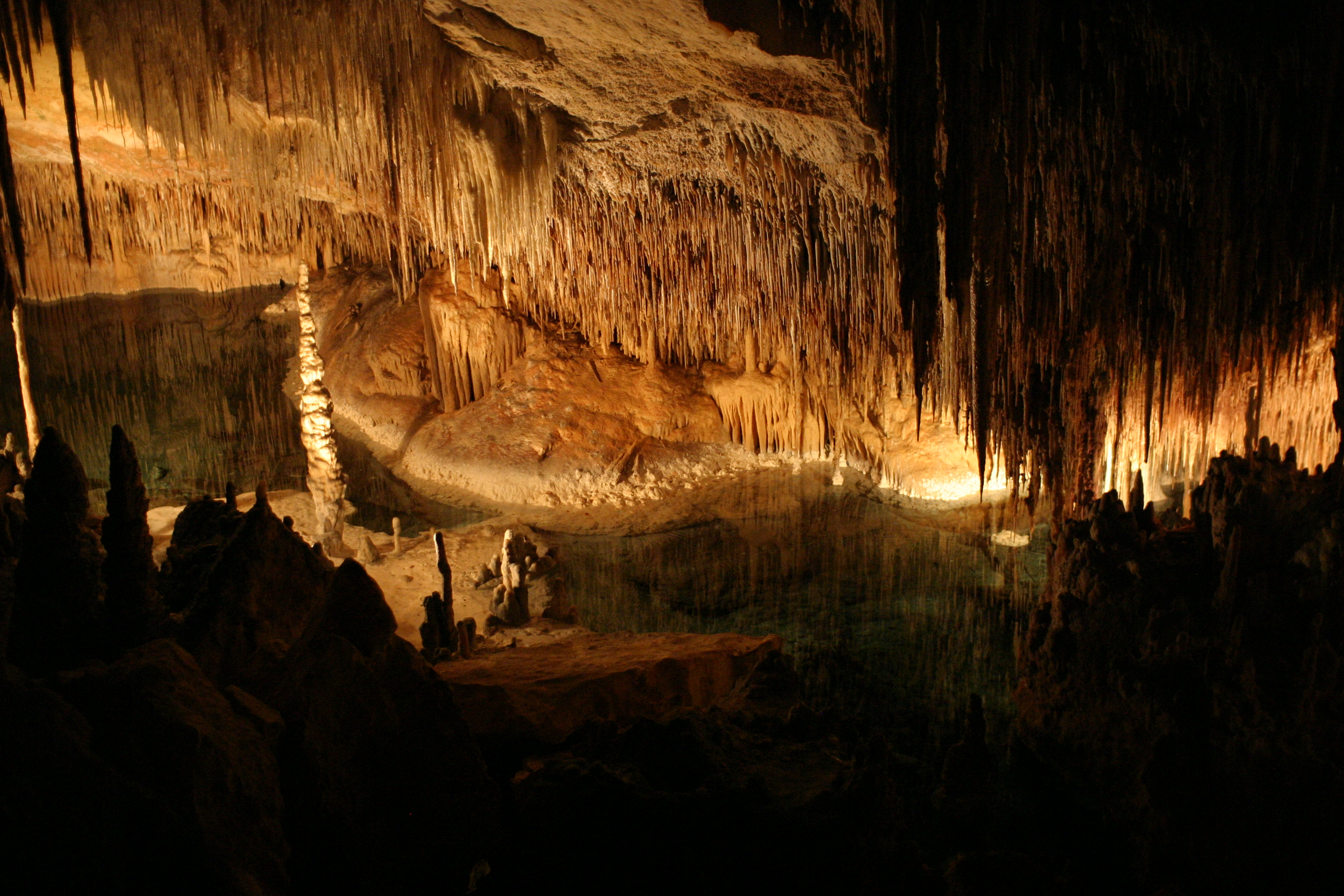
Les grottes du Drac (Cuevas del Drach) à Majorque.

Le mot drac est un terme occitan vraisemblablement issu du latin classique draco / draconis, tout comme le français dragon. Cependant, dans ses emplois semblables au français, la langue occitane utilise le terme issu du français dragon, dragonàs pour désigner un « grand dragon » et dragonat pour un « jeune dragon ». Le terme drac étant réservé à des emplois spécifiques propres aux mythologies locales, ainsi un « dragon de mer » se dira dracmarin. 
Il existe différentes variantes de ce terme, suivant les régions ou les pays d'oc. On trouve par exemple la forme drac en Auvergne prononcée [dra], et les féminins draga, draquessa, ainsi que draquet, parfois drapé ou drapet,, et encore dracon qui peuvent être des diminutifs, signifiant un petit, ou un jeune drac, ou désigner une créature distincte. 
Nommé Drach en catalan, il devient Drăcul en roumain, langues ayant la même origine latine que l'occitan, notamment le catalan qui est classé par certains linguistes dans un supra-groupe occitano-catalan. 
Le mot latin est un emprunt au grec δράκων drákōn. Il existe aussi dans les langues celtiques, par exemple en gallois Ddraig. La forme du germanique commun reconstitué *drakan est considérée par les spécialistes comme un emprunt au latin et est à l'origine des mots drake en anglais, Drachen en allemand (vieux haut allemand trahho) et draak en néerlandais (moyen néerlandais drake). Cependant, le terme anglais drake n'a plus le sens de dragon depuis le Moyen Âge, époque à laquelle il a été remplacé par l'emprunt au français dragon.
Cette vieille racine indo-européenne d-r se retrouve en tant qu'hydronyme pour nommer des fleuves et rivières dans les Alpes françaises et italiennes (Drac, Doire et Durance), en Europe centrale avec la Drave ainsi que dans la péninsule ibérique (Douro et Duero). Elle existe aussi dans les langues celtiques, orthographiée Ddraig[réf. nécessaire], en Scandinavie où elle a désigné les fameux drakkars des Vikings. Elle se retrouve en tant que nom de famille sous la forme de Drake[réf. nécessaire], chez les Anglo-saxons et l'un de ceux qui illustrèrent ce nom, Francis Drake, fut surnommé El Draque par les Espagnols et noté  Franciscus Draco dans les textes latins. Enfin, elle est courante dans l'espace germanophone sous la graphie de Drachen qui nomme le Drachenstich ou le Drachenorden. Les Afrikaners l'ont même exportée dans le Swaziland, où une montagne a été nommée Drakensberg.   

### Du torrent du Grésivaudan…
La rivière de ce nom, le Drac, dont l'étymologie plus certaine est Drau, d'après une racine hydronomique dur, dora, a été représentée par une figure de créature hybride du drac occitan, génie des eaux. L'assimilation du cours d'eau au dragon était renforcée par les multiples « colères » dévastatrices de la rivière qui inondait la ville de Grenoble avant d'être déviée et canalisée par des digues. Le serpent et le dragon étaient les noms donnés à l'Isère et au Drac.

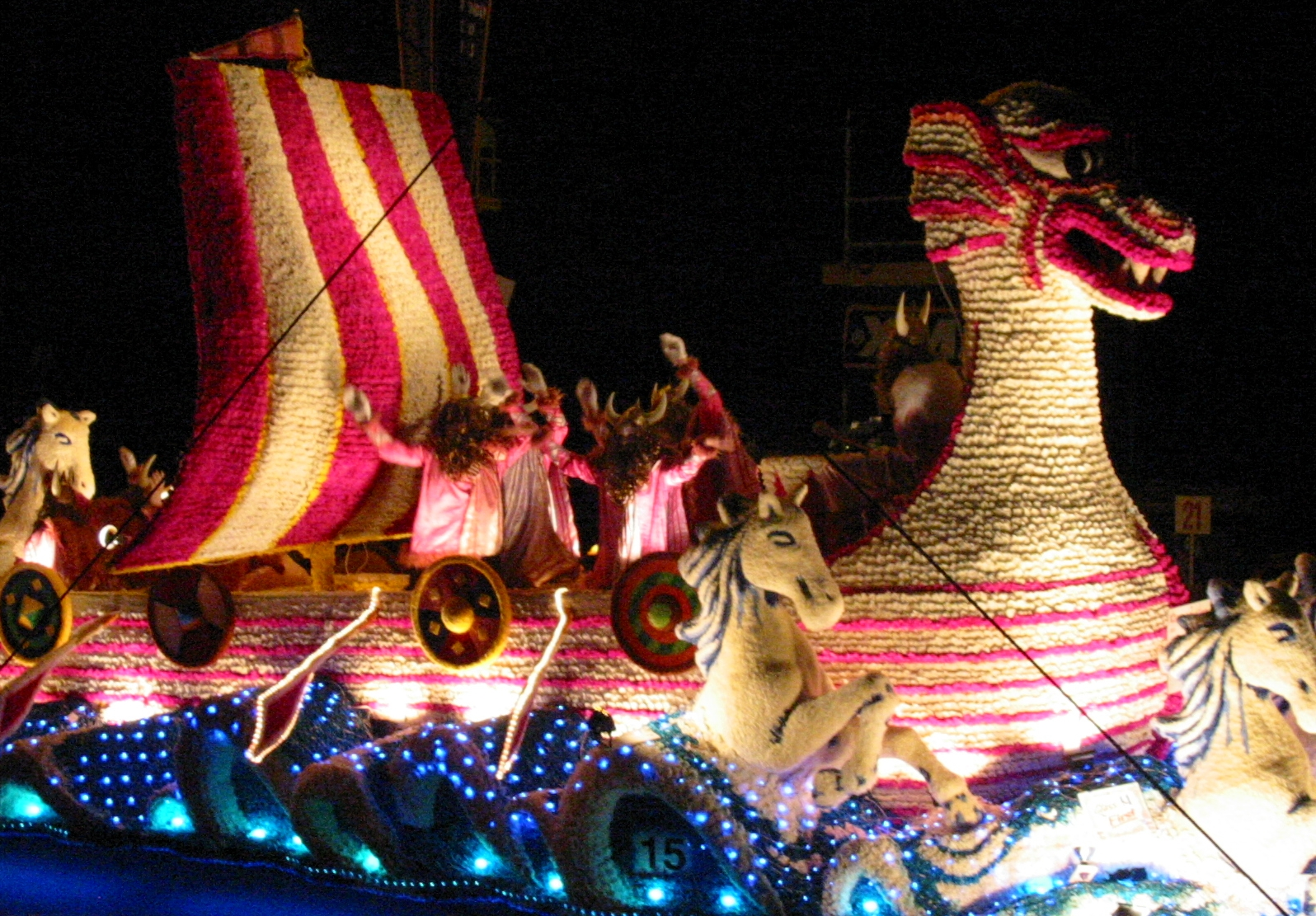
Le char du drakkar à la Fête des Fleurs de Jersey en 2007.

Dans les Alpes, les dragons abondent. En 1548, le pasteur suisse Johannes Stumpf publie à Zurich une Chronique dans laquelle il propose une première « classification » des dragons, considérés comme des animaux réels : il distingue le Track (Drache) qui vit dans des grottes sous les sommets, et le Lindwurm qui hante les gorges des torrents.

### … au vaisseau viking
Le nom de « drakkar » sous lequel sont communément connus les navires vikings, quels qu’ils soient, est un terme apparu en France en 1840, inspiré du terme suédois drakar, pluriel de drake (dragon), lui-même apparenté à l'ancien nordique dreki. L'historien François Neveux précise que « dans l'espace viking, [le terme de dreki] sert d'abord à désigner les figures sculptées à la proue et à la poupe des navires, qui représentaient souvent des dragons ».

## Description
Selon les légendes folkloriques associées, le Drac peut avoir différentes formes. Il est tantôt décrit comme un oiseau, un génie du soleil, un loup-garou, un lutin, un ondin et même un être humain, ou une grande quantité d'animaux différents plus ou moins assimilés au diable. Le Drac, qui sévissait à Beaucaire, en face de Tarascon, cité de la Tarasque, est ainsi décrit par Frédéric Mistral : « Le Drac du Rhône était un monstre ailé et amphibie qui portait sur le corps d'un reptile les épaules et la tête d'un beau jeune homme. Il habitait le fond du fleuve où il tâchait d'attirer, pour les dévorer, les imprudents gagnés par la douceur de sa voix ». Représenté le plus souvent comme un saurien palmipède et ailé, le Drac a la possibilité de se réincarner en prenant forme humaine. Homme fait reptile ou serpent devenant homme, il attirait en Provence, jeunes filles et jeunes gens pour les noyer dans le Rhône en leur faisant miroiter gemmes, joyaux et pierres précieuses.

### Drac de Beaucaire

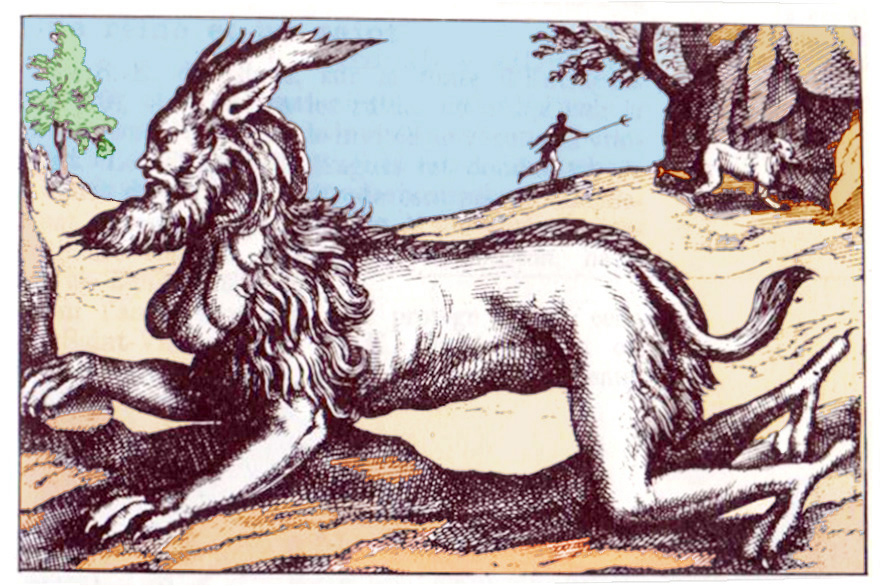
Drac de Beaucaire à tête humaine, XIXe siècle.

On a dès le XIIIe siècle des relations de Dracs habitant les eaux du Rhône. Un chroniqueur de l'époque dit qu'ils peuvent prendre une apparence humaine, et qu'ils font flotter sur les eaux des coupes en or, ou des anneaux, qui attirent les humains. Quand ceux-ci se sont penchés ou avancés dans l'eau, les Dracs s'emparent d'eux pour les dévorer ou se servir d'eux  : le Drac de Beaucaire est une célèbre légende chroniquée par Gervais de Tilbury au début du XIIIe, dans son récit De lamis et dracis et phantasis.  
Elle raconte l'histoire d'une femme enlevée par un Drac alors qu'elle lavait son linge au bord du Rhône : elle avait vu une coupe de bois flotter et n'avait pu s'empêcher de la saisir, c'est alors que le dragon l'entraîna par le fond et la força à devenir la nourrice de son fils. Elle vit le dragon enlever des humains en prenant lui-même une apparence humaine puis, sept ans plus tard, elle revint saine et sauve. Son mari et son ami la reconnurent à peine,. Elle leur raconta alors ce qu'elle avait vécu durant sa captivité, que les Dracs se nourrissaient de chair humaine et prenaient eux-mêmes forme humaine, et comment, un jour, elle toucha par hasard l'un de ses yeux avec son doigt enduit de graisse d'un « gâteau de serpentaire », ce qui lui donna le pouvoir de voir clair sous l'eau. Un Drac qu'elle salua par erreur alors qu'il avait pris forme humaine lui demanda de quel œil elle l'avait reconnu, et lui ôta son pouvoir.

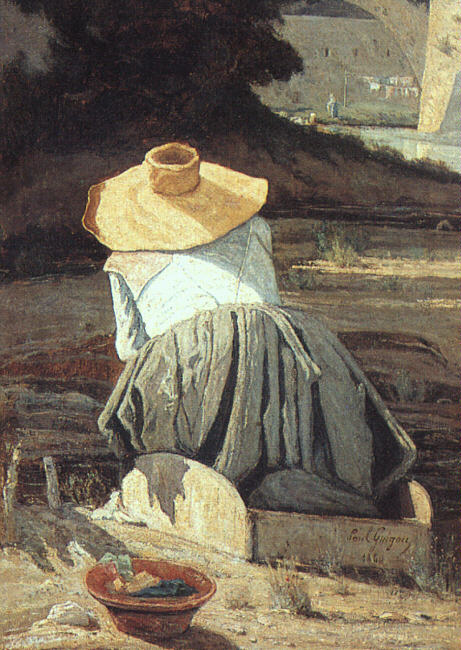
La Lavandière de Paul Guigou, 1860.

Dans le chant VI de son Poème du Rhône, Frédéric Mistral, reprend ce thème des mésaventures d'une lavandière de Beaucaire enlevée par le Drac. La narration en est différente. Charmée par un chant venu du plus profond des eaux, l'Anglore avait laissé tomber son battoir dans le fleuve. Quand elle tenta de le récupérer, elle fut saisie et entraînée par le Drac « dans une grotte vaste et pleine de fraîcheur, éclairée par une lueur aqueuse ». Elle allait y rester durant sept ans. Là, elle servit de nourrice au fils du Drac. Très satisfait de ses premiers services « le Drac lui confia une petite boite de graisse humaine en lui recommandant de bien en enduire son fils chaque soir afin qu'il soit invisible puis de se nettoyer soigneusement ses mains avec une eau spéciale qu'il lui fournit également ». L'Anglore oublia un soir cette recommandation et le lendemain matin, après qu'elle se fut frotté les yeux pour mieux s'éveiller, elle vit enfin le Drac sous sa forme humaine.   
Quand elle réapparut, pressée de questions, elle avoua qu'elle était restée tout ce temps dans le Rhône avec le Drac. Le poète conclut son chant en jouant sur ambiguïté de leurs rapports. L'Anglore ne put se défaire de la séduction qu'exerçait sur elle son geôlier qu'en se signant. Quelque temps après, en se promenant sur une place de Beaucaire, elle aperçut un homme qui n'était autre que le Drac. Elle s'empressa d'aller le saluer. Mal lui en prit, celui-ci furieux d'avoir été découvert, lui creva un œil d'un coup de griffe et s'en retourna à tout jamais au plus profond du Rhône. 
Des battoirs de lavandières ornés d'un Drac reptilien sont exposés au Musée du Vieux Beaucaire et au Museon Arlaten.

### Drac occitan

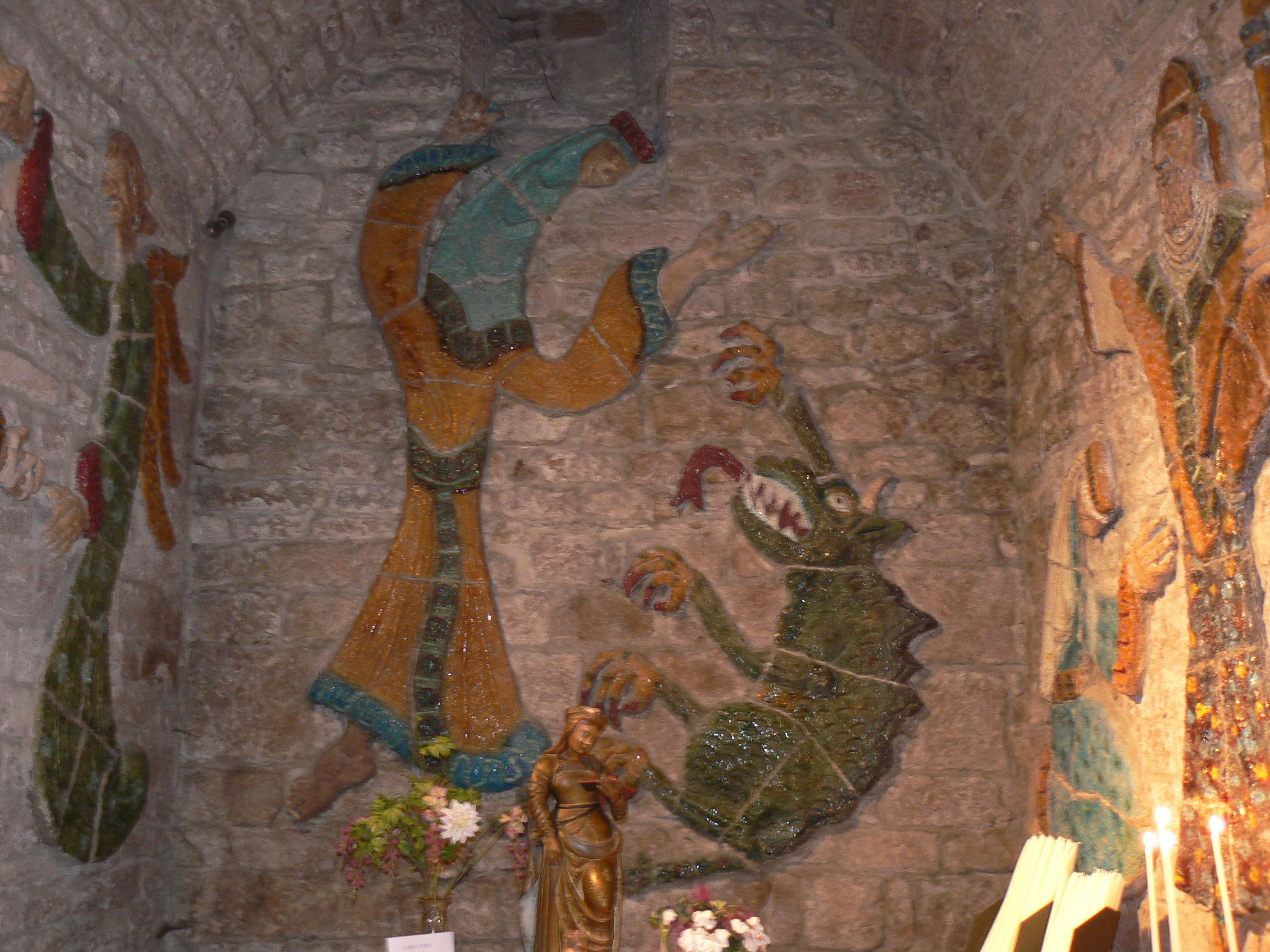
Sainte Énimie combattant le Drac, peinture murale de l'église de Sainte-Énimie (Lozère).

La Légende argentée de sainte Énimie, patronne de la ville du même nom, en Lozère, dit que celle-ci eut à lutter contre un Drac, un dragon diabolique. Dans son recueil de contes traditionnels intitulé Contes del Drac Joan Bodon (1920-1975) relève plusieurs contes associant lo Drac (prononcer « lou drac ») à un équivalent des fameux lycanthropes. Dans le Rouergue, le Drac est parfois représenté comme un loup-garou, homme le jour et loup la nuit. Il sort alors pour se nourrir (avec une prédilection pour les enfants et les jeunes femmes vierges). Pour se transformer, il doit entrer en contact avec sa peau de loup qu'il cache quelque part dans sa maison. Si la dite peau est brûlée, la malédiction est levée. Il est raconté que ce Drac est le fruit de l'union entre le Diable et une jeune mortelle encore vierge.
En Rouergue, le Drac était un démon poursuivant les hirondelles. Ceci expliquait le vol erratique de cet oiseau. Un jour, l'un de ces démons parvint à happer la queue de l'oiseau, et depuis toutes les hirondelles possèdent une queue fourchue. En fait, l'hirondelle suit les moustiques qui font des tours et détours pour échapper à leur prédateur, mais les insectes étant trop petits pour être vus de loin, il a fallu trouver une autre raison pour expliquer ce vol.
Dans les légendes languedociennes, notamment de Rouergue et dans la région du Viaur, selon l'écrivain occitan Joan Bodon, le Drac est considéré comme étant le fils du diable. De son épouse, nommée en occitan draquessa, il eut une multitude de descendants, les dracous, qui ne cessent de jouer des tours plus ou moins pendables aux humains.
Dans les régions occitanes, le Drac est souvent considéré comme un génie des eaux, une sorte de sirène mâle souvent accompagné de sa forme féminine, la draga, aussi appelée dauna d'aiga en occitan, dona d'aigua en catalan (« dame d'eau »). En Ariège, on a relevé de nombreux témoignages sur les dragas : à Lordat, elles vivaient dans des grottes, près d'un ruisseau où elles faisaient leur lessive avec des battoirs en or, et elles n'avaient qu'un œil au milieu du front. En Pays de Foix, les dragas vivent dans les cours d'eau, ont un corps serpentiforme et sont assimilées à des fées. Elles sont très vindicatives vis-à-vis des intrus, et seul le son des cloches les arrête.
Dans ses Contes populaires de la Gascogne, Jean-François Bladé a deux contes intitulés Le Drac. Dans le premier, le Drac n'a pas de forme explicite (on peut supposer qu'il a une apparence humaine), il se désigne lui-même comme le Roi des eaux, il vit dans un beau château au milieu d'un jardin sur la mer, il peut marcher sur les flots et commander vents et tempêtes ; toutefois son pouvoir finit à la limite des eaux, « à terre ». Il veut épouser la belle Jeanneton, mais celle-ci lui objecte qu'il n'est pas de la race des chrétiens ; il la retient alors captive par « une chaîne dorée, fine comme un cheveu, forte comme une barre d'acier, et longue de sept cents lieues », qui lui permet malgré tout de courir sur la mer. Ce conte a été repris par Pierre Dubois dans sa Grande encyclopédie des elfes.
Édouard Brasey rappelle que la plupart de ces génies des eaux sont décrits comme vivant dans les sources ou les puits, et que certaines descriptions font état de longs cheveux d'algues vertes et de nageoires translucides, à l'instar des ondins.

### Drac catalan
La forme première du Drac est celle du dragon classique. Il possède parfois un joyau sur le front, comme les vouivres. La relation de l'ascension historique du Canigou, par le roi Pierre III d'Aragon, dit qu'en arrivant à proximité du sommet, il trouva un lac d'où s'envola un dragon. Un autre drac fut terrassé sur la Canigou par saint Guillem de Combret. Drac est le nom catalan du dragon (le patron de la Catalogne est saint Georges, combattant emblématique du dragon), mais la plupart des dracs catalans sont liés à l'eau, tel celui qui, vaincu par saint Éméré, ou saint Mer, vivait dans le lac de Banyoles. Le dragon est un élément récurrent dans l'héraldique catalane et dans de nombreuses localités des dragons, souvent cracheurs de feu, sont promenés dans les rues lors des fêtes.

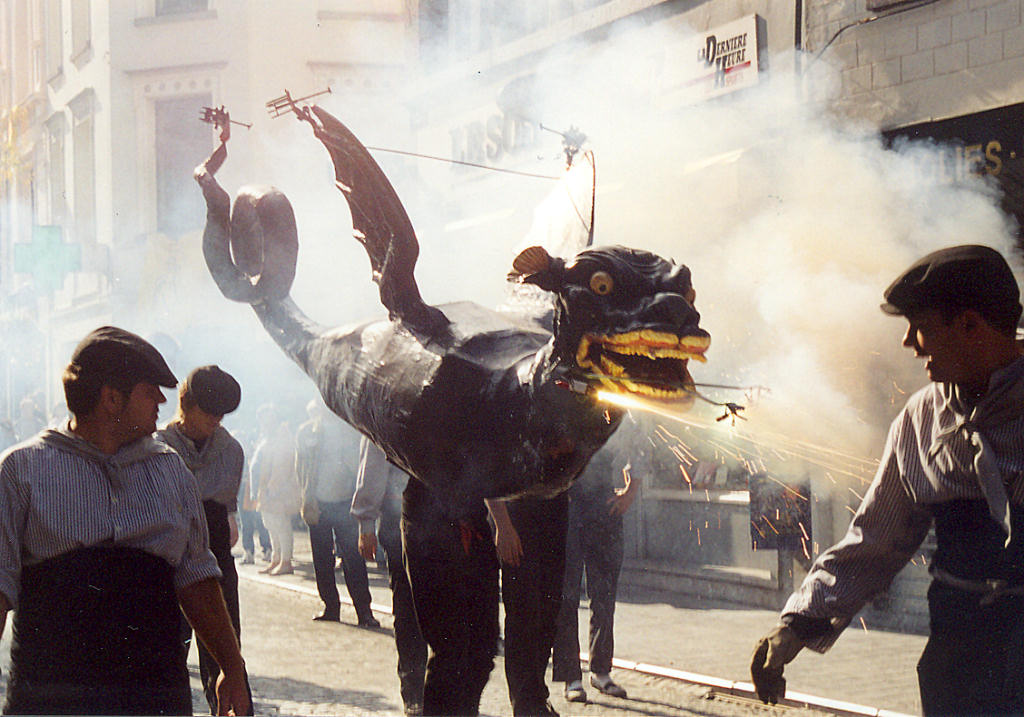
Le Drac de Villafranca en Catalogne.
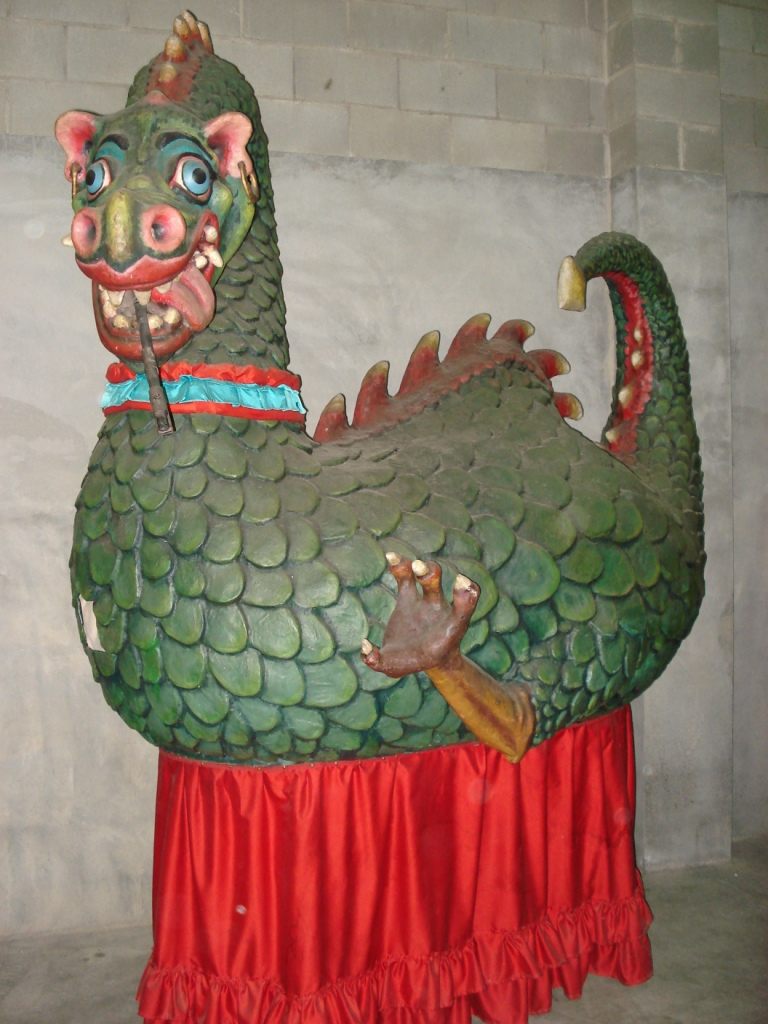
Le Drac du carnaval de Solsona.
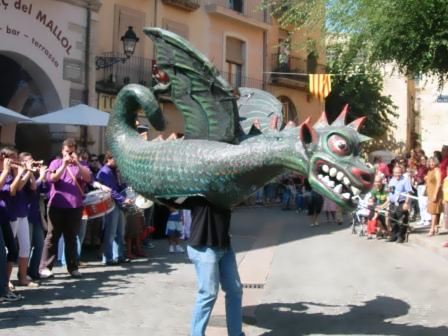
Le Drac de Montblanc.
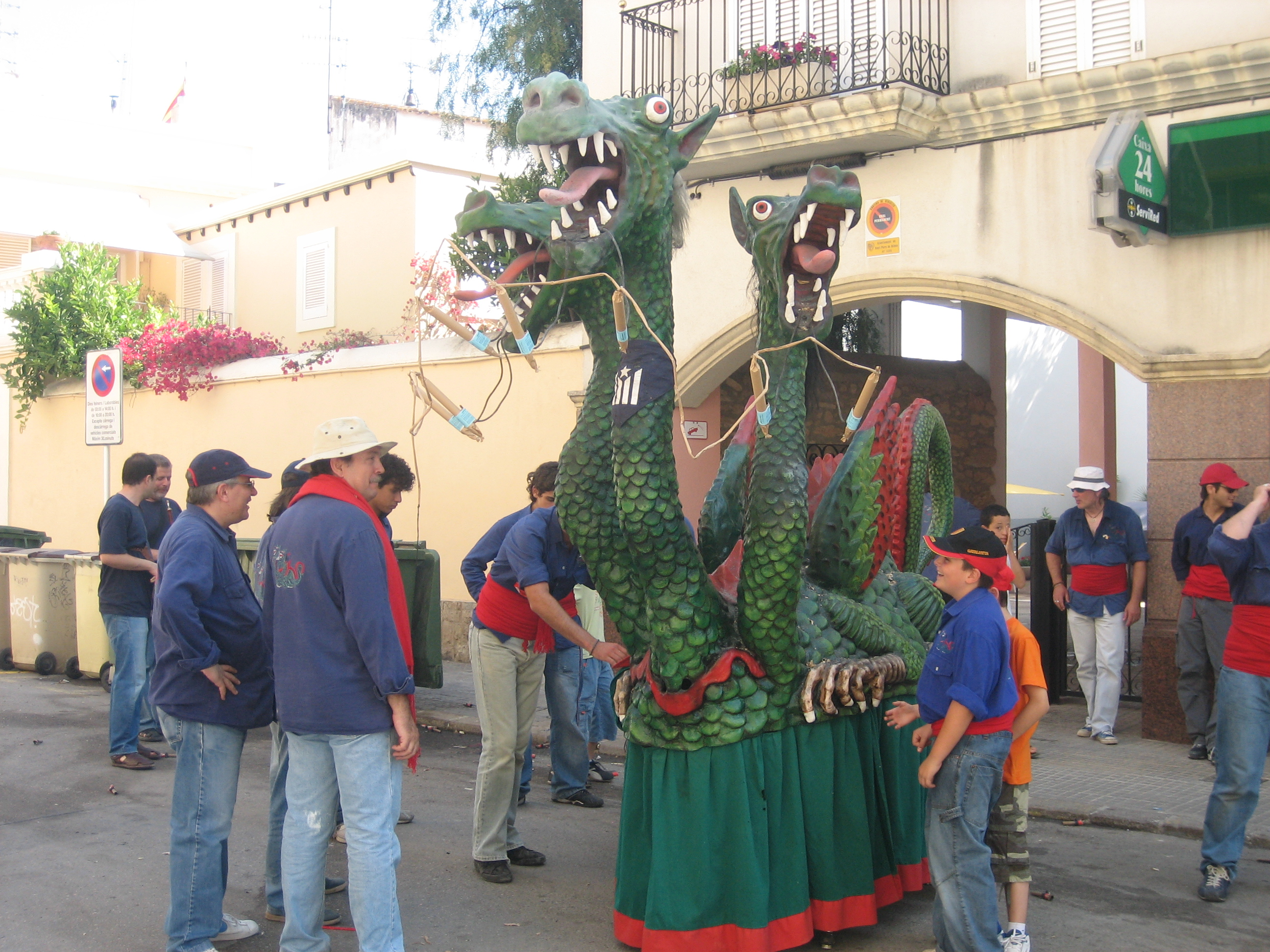
Drac à trois têtes de Sant Pere de Ribes.

### Drack de Franche-Comté

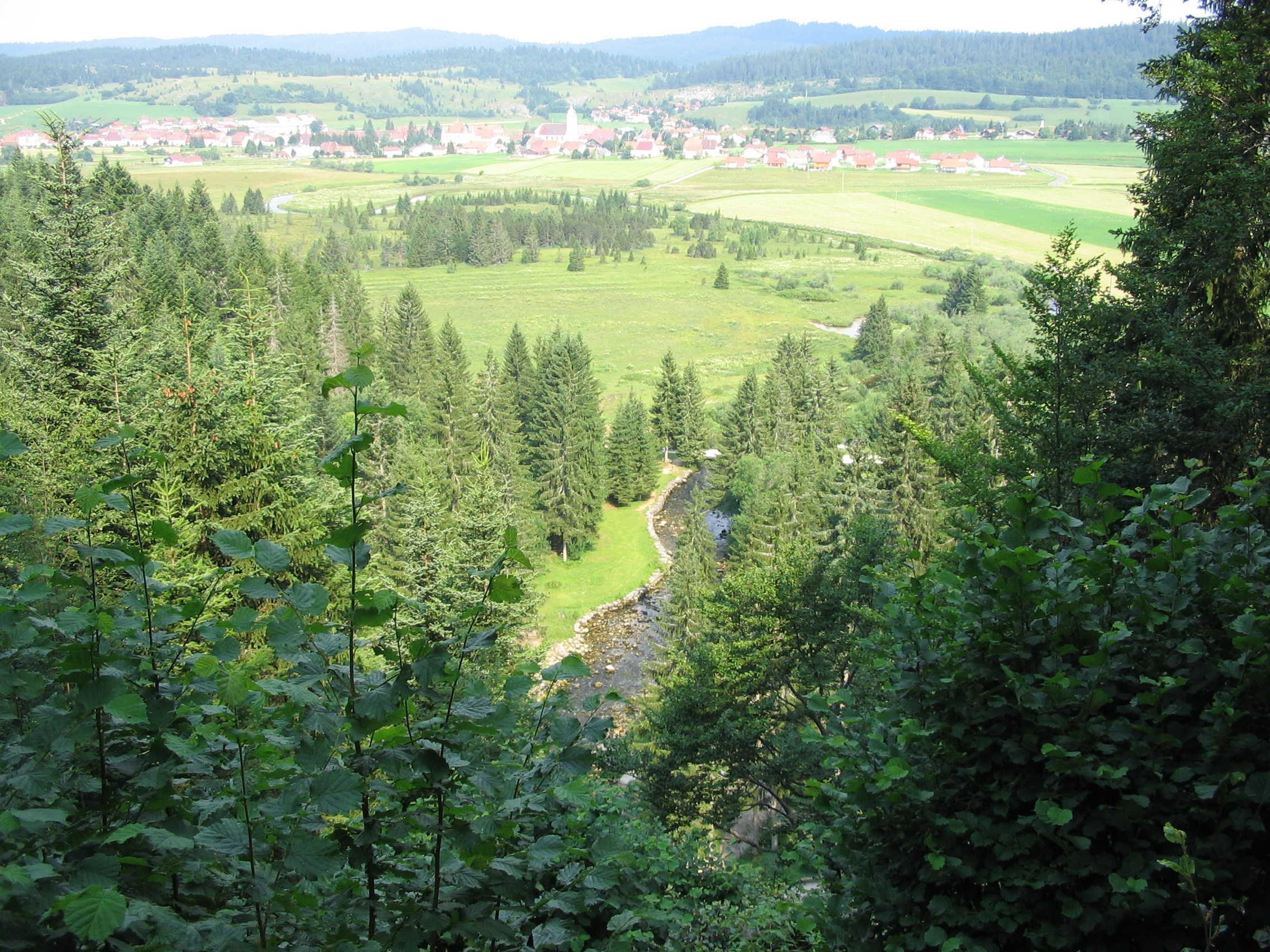
Le Doubs à hauteur de Mouthe, un lieu où sévit le drack franc-comtois selon la légende.

Une créature confondue avec le cheval porte le nom de drack dans les légendes franc-comtoises. Selon la Société des traditions populaires, il s'agit d'une espèce de quadrupède blanc ressemblant à un cheval sans tête, mais très léger et très rapide dans sa course. Il est possible que son nom dérive du radical de « dragon ». Il existe un certain nombre de versions des légendes jurassiennes où un cheval blanc est identifié comme étant en fait un drack,. Le drack est ainsi décrit comme inoffensif à Vernantois, où il passe son temps à brouter près du moulin de Moirons. À l'Étoile, il emporte les voyageurs attardés dans le ciel. À la ferme de Champvent-du-Milieu, près de Mouthe, il ramène le fermier depuis les foires du village voisin. À Cosges, il transporte des voyageurs et ceux de Chisséria le verraient souvent passer. À Tavaux, il erre sur la route et s'empare des malheureux piétons qu'il va noyer dans le Doubs. C'est à Commenailles qu'on le connait le mieux : un cheval sans tête vient sans bruit par derrière les voyageurs et pose ses deux pattes de devant sur leurs épaules. Il les charge ensuite sur son dos et les emporte ventre à terre dans le bois d'où ils ont grand peine à sortir. C'est un monstre considéré comme très dangereux au début du XXe siècle, puisque dans les communes voisines, notamment à Relans, les vieillards donnaient aux gens des consignes pour éviter la présence du drack qui, dit-on, garde l'entrée du bois.

### Âne rouge ou cheval, formes du Diable
Pour les articles homonymes, voir Âne rouge.

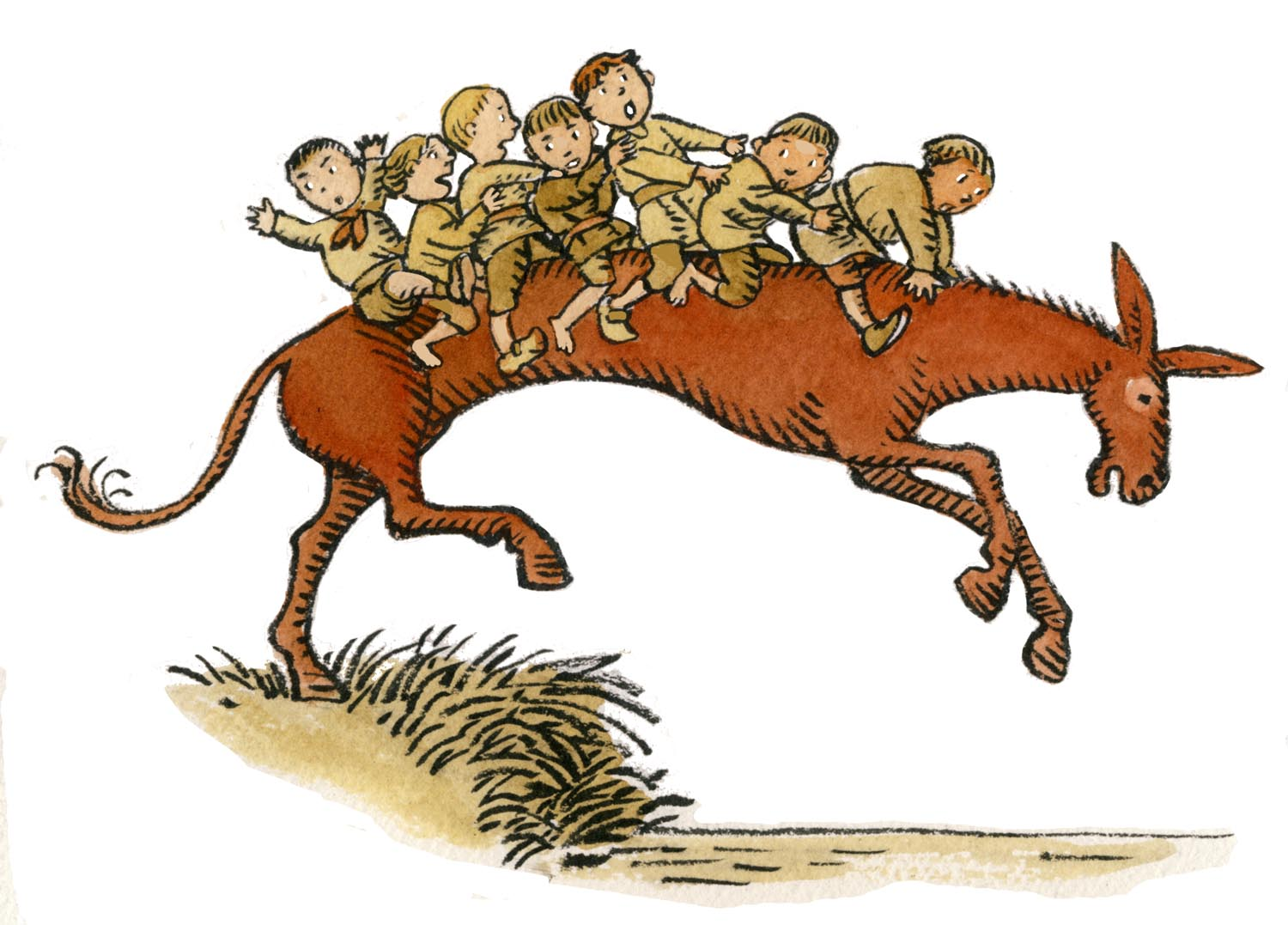
Le Drac, sous la forme d'un âne rouge, va noyer les enfants imprudents.

Dans les Pyrénées, le Drac peut se présenter sous la forme d'un grand âne rouge qui surgit la nuit, souvent à proximité d'un pont, et qui peut s'enfler démesurément et effrayer le passant pour le précipiter dans la rivière et le noyer. D'autres fois, l'âne rouge prend l'aspect d'un animal paisible, des enfants montent sur son dos et le corps de l'âne s'allonge jusqu'à accueillir un grand nombre d'enfants (en général, sept). Il se jette alors dans l'eau d'un étang ou d'une rivière, les entraînant tous dans la mort. Ces légendes avaient cours de la Catalogne à la Bigorre et au-delà, dans tout le domaine occitan. Près de Narbonne, un cheval engloutissait les imprudents dans le Trou de Viviès. Dans un conte de l'Albret de l'abbé Léopold Dardy, c'est un cheval rouge qui jette neuf enfants dans une fondrière. À Aigues-Mortes, un cheval nommé drapé (drapet, draquet ?) emporte les enfants vers une destination inconnue.
Enfin, le Drac peut prendre la forme d'animaux variés : par exemple, un agneau ou une brebis, que le passant prend sur ses épaules. L'animal se met alors à peser de plus en plus. La fin peut être dramatique, mais le plus souvent l'animal disparaît dans un ricanement, en disant qu'il a fait une bonne promenade et le naïf s'en tire avec une frayeur rétrospective. Dans ce type d'anecdotes, très fréquentes, le Drac n'est pas toujours cité nommément. Plus rarement, il se transforme en objets : une jeune fille trouve sur son chemin une belle pelote de fil, qu'elle utilise pour coudre sa robe de mariée. En pleine cérémonie, la robe tombe en morceaux, la laissant à moitié nue. C'était un Drac qui s'était changé en fil. Toutefois, Antonin Perbosc note qu'il ne sait pas se changer en aiguille, parce qu'il ne sait pas comment percer le chas.

### Le Tac des Landes de Gascogne
Lo tac est une créature s'apparentant au drac présent en Gascogne et plus particulièrement dans les Landes de Gascogne. Le tac peut prendre diverses formes : cheval, agneau, panier, etc. Il cherche à se faire porter par un humain pour l’épuiser, parfois même jusqu'à la mort. Il agit dans les bois ou près des fontaines des Landes. 
Pour attirer sa proie, le tac siffle en imitant le bruit du hapchot.

### Lutin
Le Drac est enfin une sorte de lutin, souvent désagréable, mais pas vraiment malfaisant, qui s'amuse à jouer toutes sortes de tours aux humains dans leurs maisons, à exciter le bétail, à mener grand tapage, à tresser la crinière et la queue d'un cheval. Le plus souvent, il existe des méthodes pour s'en débarrasser : comme ils doivent laisser les choses dans leur état initial avant de repartir, on place sur leur passage un bol rempli de grains, qu'ils renversent, et ils doivent ramasser tous les grains sans en oublier un seul (dans les contes d'Auvergne, il s'agit d'un bol rempli de cendres, dans le Luberon, de minuscules graines de lin ou de carotte), tâche fastidieuse qui les dissuade de revenir. Selon d'autres sources, les Dracs adorent compter, il suffit donc de mettre sur leur passage une grande quantité de petits objets, comme un bol de graines, pour les occuper ; ou bien, comme le fait un paysan rusé, qui dit à un Drac qu'il était fils des étoiles, et que toutes lui appartenaient : le Drac est encore en train de les compter. Dans le second conte Le drac de Bladé, le lutin rend des services tant que l'humain respecte les termes du contrat, puis se venge terriblement, et on ne sait pas comment il disparaît : soit qu'il parte de lui-même, soit par l'intervention d'un devin lanusquet (les devins des Landes étaient réputés pour leur efficacité).
Dans l'Aude, en Pays de Sault et au Pays d'Olmes, on confectionnait avec les restes de pâte un gâteau du Drac, que l'on laissait dans un coin afin de se concilier ses bonnes grâces. On faisait de même en Quercy, où à chaque fournée on lui faisait un flambadèl (gâteau cuit à la flamme), appelé cocon del Drac. Pierre Dubois remarque que le Drac est plus sympathique que de nombreuses créatures féeriques.

## Cités du Drac

Blason de Draguignan.

Il en existe deux en Provence. La première est Draguignan. Albert Dauzat et Charles Rostaing, en se basant sur la forme la plus ancienne Drogoniano, attestée en 909, expliquent que ce toponyme suggère le nom latin, *Draconius, masculin de draconia (surnom tiré du draco, le dragon), auquel a été ajouté le suffixe -anum marquant le nom d'un domaine. Ce fut dans ce « Domaine du Drac », que l'évêque Hermantaire vint lutter contre lui. Il vainquit le dragon qui hantait les marais de la Nartuby et après sa victoire, le prélat fit édifier une chapelle dédiée à saint Michel. Elle existe toujours dans un quartier de Draguignan dénommé lou Dragoun.  
La seconde est Mondragon dans le Vaucluse. Tout comme Draguignan, cette commune tire son nom de *Draconius. Il s'est transmis de génération en génération puisqu'on le retrouve porté par le seigneur du lieu Dragonet de Mondragon, mort en 1143, puis sous la forme Montdrago (1169) et Monte Dracone (1171) pour désigner sa seigneurie. Un autre Dragonet, baron de Mondragon, fut podestat de la République d'Arles de 1224 à 1227. Frédéric Mistral cite d'ailleurs cette cité comme étant celle du Drac dans son Poème du Rhône, au chant VII.  

Oriflamme de La Riera de Gaià.
Y Ddraig Goch, drapeau du Pays de Galles.
Oriflamme de Navès.